# Halichoanolaimus lanceolatus
Halichoanolaimus lanceolatus is een rondwormensoort uit de familie van de Selachinematidae. De wetenschappelijke naam van de soort is voor het eerst geldig gepubliceerd in 1970 door Vitiello.